# 椹木町通
椹木町通（さわらぎちょうどおり）は、京都市の東西の通りの一つで丸太町通の一筋北。烏丸通から西へ千本通まで。全区間中央線のない狭い通りである。
もともとは寺町通まで通じていたが、宝永5年に発生した宝永の大火の復興にあたり、烏丸通以東の町家区域を立ち退かせて、その跡地を公卿らに分与し、現在の京都御苑の原型となるような区画が整えられたため、閉塞することになった。

## 公共交通
南隣の丸太町通に京都市営バスの路線がある。

## 沿道の主な施設
- 京都御苑 - 椹木口が椹木町通に通じる。
- 京都第二赤十字病院
- 京都まなびの街 生き方探究館（旧京都市立滋野中学校）
- 京都市立二条城北小学校
- 平安京大極殿跡